# Hostinec Na Sychrově (Horní Počernice)
Hostinec Na Sychrově je bývalý zájezdní hostinec v Praze 9, který stál ve východní části Horních Počernic v lokalitě Sychrov v ulici Náchodská.

## Historie
Krčma Sychrov v Čertousích stála již před rokem 1620. Vlastnil ji Adam Zapský ze Zap, majitel dubečského panství.
V roce 1929 je v Horních Počernicích uváděn Hotel Sychrov.